# Hazudós
A hazudós kártyajáték, amit ideális esetben háromnál több személy játszik. Általában spanyol kártyával játsszák, de ez nem szükséges.

## A játék szabályai és menete
Az összes kártyát lefelé fordítva szétosztják a játékosok között. A cél megszabadulni az összes laptól.
A kezdő játékos letesz az asztalra egy, két vagy három lefordított lapot és hangosan mond egy kártyakombinációt. A kártyáknak mindig ugyanolyan számúaknak kell lenniük (például: 1 kettes vagy 2 lovag vagy 3 király stb.). Az utána következőnek (mindig a kezdő játékostól jobbra ülő) azt kell megítélnie, elhiszi-e, hogy valóban ezeket a lapokat tette le az előző.
Ha a következő játékos elhiszi, amit az előző mondott, legalább egy, ugyanolyan számú lapot kell letennie (például: még egy kettes, még egy lovag, még egy király...), amit az őt követő ítél meg, elhiszi-e.
Ha a játékos nem hiszi el, amit az előző mondott, fel kell fordítani a kártyákat, hogy kiderüljön az igazság. Ha igaz volt, amit az előző játékos mondott, a kételkedőnek fel kell vennie az összes letett lapot. Ha viszont valakit hazugságon kapnak, az veszi fel a kupacot.
A játékot az nyeri, akinek előbb fogynak el a kártyák a kezéből.

## Fordítás
Ez a szócikk részben vagy egészben  a   Mentiroso című spanyol Wikipédia-szócikk fordításán alapul.  Az eredeti cikk szerkesztőit annak laptörténete sorolja fel. Ez a jelzés csupán a megfogalmazás eredetét és a szerzői jogokat jelzi, nem szolgál a cikkben szereplő információk forrásmegjelöléseként.